# Krzysztof Strzoda
Krzysztof Strzoda (ur. w 1967 w Katowicach) – polski artysta fotograf, uhonorowany tytułami Artiste FIAP (AFIAP) oraz Excellence FIAP (EFIAP). Członek rzeczywisty i Artysta Fotoklubu Rzeczypospolitej Polskiej (AFRP). Członek rzeczywisty Okręgu Śląskiego Związku Polskich Artystów Fotografików. Członek Śląskiego Towarzystwa Fotograficznego, członek grupy twórczej Fotografy.  

## Działalność
Krzysztof Strzoda jest absolwentem Uniwersytetu Ekonomicznego w Katowicach, Politechniki Śląskiej w Gliwicach, Śląskich Technicznych Zakładów Naukowych. Zajmuje się fotografią od połowy lat 80. Miejsce szczególne w jego twórczości zajmuje fotografia abstrakcyjna, fotografia architektury, fotografia krajobrazowa, fotografia kreacyjna, fotografia martwej natury, fotografia przemysłowa oraz fotografia przyrodnicza. Jest autorem i współautorem wielu wystaw fotograficznych; indywidualnych, zbiorowych, poplenerowych, pokonkursowych. Brał aktywny udział w Międzynarodowych Salonach Fotograficznych, organizowanych (m.in.) pod patronatem FIAP, zdobywając wiele medali, nagród, wyróżnień, dyplomów, listów gratulacyjnych. Jest uczestnikiem wielu plenerów fotograficznych. Jest członkiem jury w międzynarodowych konkursach fotograficznych.    
Krzysztof Strzoda w 2011 roku został przyjęty w poczet członków Fotoklubu Rzeczypospolitej Polskiej. Decyzją Komisji Kwalifikacji Zawodowych Fotoklubu RP, otrzymał dyplom stwierdzający posiadanie kwalifikacji do wykonywania zawodu artysty fotografa, fotografika (legitymacja nr 295). W 2012 roku został uhonorowany tytułem Artiste FIAP (AFIAP), nadanym przez Międzynarodową Federację Sztuki Fotograficznej FIAP oraz w 2013 roku tytułem Excellence FIAP (EFIAP). W 2019 otrzymał stypendium Marszałka Województwa Śląskiego. W 2021 przyjęty w poczet członków rzeczywistych Okręgu Śląskiego Związku Polskich Artystów Fotografików (legitymacja nr 1271).    
Prace Krzysztofa Strzody zaprezentowano w Almanachu (1995–2017), wydanym przez Fotoklub Rzeczypospolitej Polskiej Stowarzyszenie Twórców.

## Wystawy indywidualne
- Nie-szare Katowice – Galeria Pusta (Jaworzno 2024)[25]
- Drzewa (w mieście) – Galeria Katowice ZPAF (Katowice 2024)[26]
- Tomik poezji mały – Gminny Ośrodek Kultury Regionalnej (Kościelisko 2023)[27]
- (nie) taki sobie pejzaż – Galeria Związku Polskich Artystów Fotografików (Katowice 2022)[28]
- Szlakiem świateł i cieni – Galerii Fotografii B&B (Bielsko-Biała 2022)[7]
- Górskie etiudy – Galeria Pod Brązowym Jeleniem, JCK (Jelenia Góra 2020)[29]
- (nie)ulotne – Galerii Pusta (Jaworzno 2019)
- (nie)ostrość widzenia – Galeria zaSzybą (Katowice 2018)
- Tatry (Rybnik 2017)
- Tatrzańskie wariacje – Galeria Kadr (Zakopane 2016)
- Szlakiem świateł i cieni – Galeria BWA (Nowy Targ 2014)

Źródło